# Holje naturreservat
Holje är ett naturreservat i Olofströms kommun i Blekinge län.
Reservatet är skyddat sedan 2002 och omfattar 16 hektar. Det är beläget 2 km norr om Olofström och består av en brant, blockrik och skogbeklädd kulle.

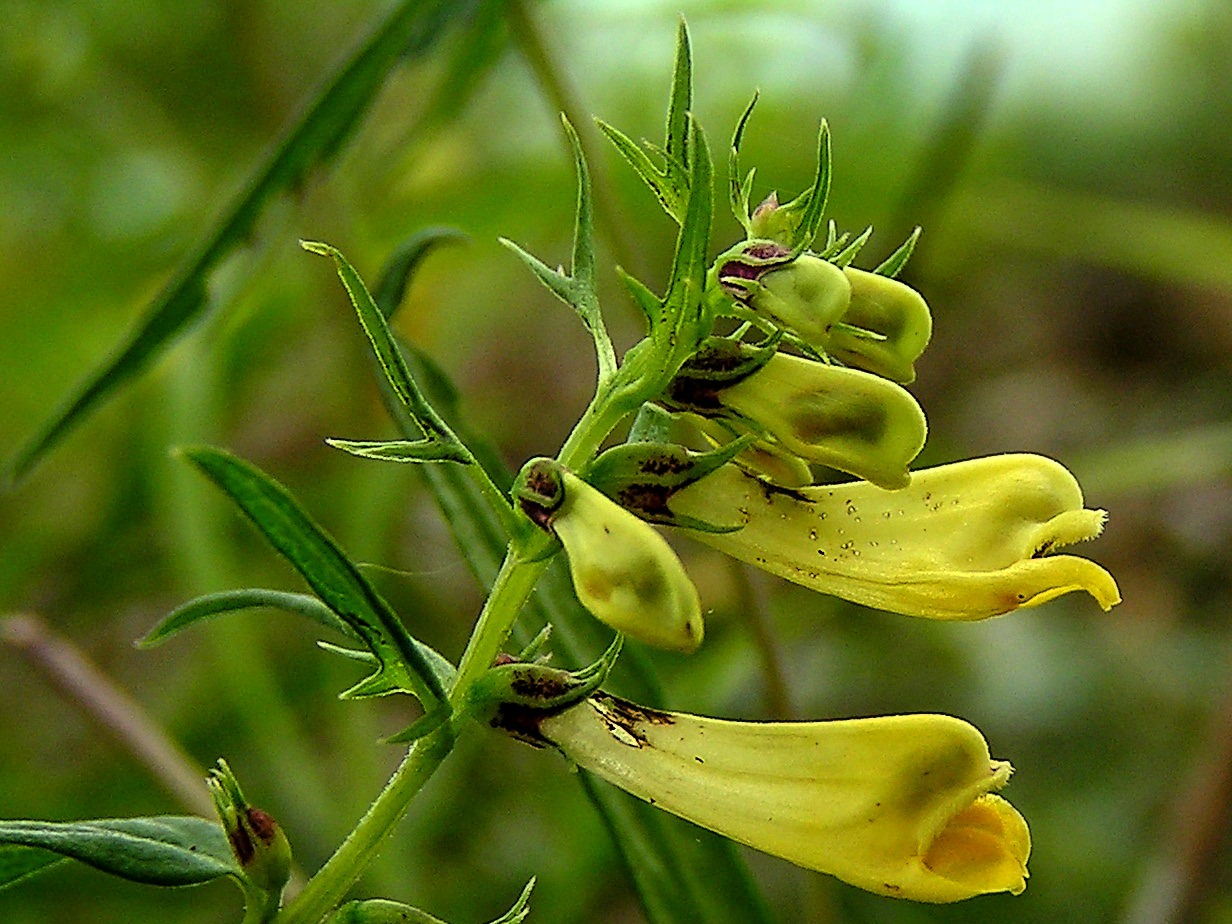
Ängskovall

I detta område växer gammal naturskog där bok dominerar men även ek, tall, avenbok och björk är vanliga träd. Död ved i form av lågor och högstubbar finns det gott om. Det gynnar både skalbaggar och svampar.
I bokskogen hittar man bland annat vårfryle, harsyra, gökärt, skogsviol och blåsippa. På höjderna växer kruståtel, bergslok, murgröna, skogsstjärna och ängskovall.
Naturreservatet ingår i EU:s ekologiska nätverk, Natura 2000. 